# Zaanstad
Zaanstad er en kommune i Holland i provinsen Nordholland. Hovedbyen er Zaandam.

## Befolkningscentre
Kommunen består af følgende byer, landsbyer og/eller distrikter : Assendelft, Koog aan de Zaan, Krommenie, Westzaan, Wormerveer, Zaandam og Zaandijk.

## Venskabsbyer
- Marino, Italien
- Pančevo, Serbien

## Fodnoter
1. ↑  CBS, Statline